# President William Jefferson Clinton Birthplace Home National Historic Site
Le President William Jefferson Clinton Birthplace Home National Historic Site est un site historique national américain à Hope, dans l'Arkansas. Créé le 14 décembre 2010, il protège la maison natale de Bill Clinton, qui a été le quarante-deuxième président des États-Unis. Construit en 1917, l'édifice est inscrit au Registre national des lieux historiques depuis le 19 mai 1994.